# Kerekegyháza
Kerekegyháza es una ciudad del distrito de Kecskemét condado de Bács-Kiskun, en el sur de Hungría.

## Ciudad hermanada
La ciudad de Kerekegyháza está hermanada con:
- Hamuliakovo, Eslovaquia